# Школьная карта
Школьная карта — всероссийский проект по внедрению в школах Российской Федерации систем контроля доступа, безналичной оплаты школьного питания и электронного дневника. Проект был запущен в марте 2011 года.
Целью создания проекта, является консолидация направлений в области безопасности, питания, учёта успеваемости школьников, информатизация и автоматизация образовательного процесса на платформе системы «Школьная карта». Проект развивается, ориентируясь на федеральные государственные образовательные стандарты, создавая в каждой подключаемой к системе школе условия для их реализации.

## Компания
Офис компании находится по адресу: Россия, г. Москва, ул. Ильинка д. 4., Гостиный двор

## История
Реализация проекта началась в 2012 году с внедрения системы «Посещение и питание» в 200 пилотных школах. Сегодня в рамках Государственной программы города Москвы «Информационный город» на 2012—2018 годы электронной картой для получения услуг в образовательных учреждениях пользуются около 450 000 школьников.

### 2008 год
Начало разработки социального проекта «Школьная карта» .Один из основателей и генеральный директор компании «Школьная карта» Владимир Кондратов.

### 2009 год
Прошла презентация проекта на образовательных событиях на территории РФ. Школьная карта была продемонстрирована на нескольких образовательных выставках Москвы и Московской области.

### 2010 год
Первые заявки на внедрение системы были получены от 12 субъектов Российской Федерации.

### 2011 год
В декабре 2011 года Федеральная уполномоченная организация ОАО «Универсальная электронная карта» и компания «Школьная карта» подписали меморандум о сотрудничестве.
Проект Школьная карта выставлялся на международном образовательном форуме в Познани (Польша)

### 2012 год
Внедрение проекта на территории Московской области (монтаж в пилотных школах).
Внедрение проекта в 220 зданиях образовательных организаций Северного и Юго-Восточного округов.

### 2013 год
Внедрение проекта на территории Московской области (увеличение количества школ). Развитие технологии монетизации проекта.
Начало работ по внедрению информационной системы «Посещение и питание» в 500 зданиях образовательных организаций.

### 2014 год
В 718 объектах образовательных организаций внедрена информационная система «Посещение и питание».

### 2015 год
Более 1000 отделений образовательных организаций используют информационную систему «Посещение и питание». Также к данной системе планировалось подключить более 500 зданий детских дошкольных учреждений.

### 2016 год
На начало 2016 года электронной картой было оснащено более 500 детских дошкольных учреждений и более 1600 школьных образовательных учреждений. Электронную карту используют около 800 тысяч московских учеников. Электронная карта также выдается всем сотрудникам образовательной организации.

## Состав системы «Школьная карта»
- Индивидуальная смарт-карта — карта выдаваемая всем учащимся и учителям.
- Модуль «Вход-Выход» — система турникетов и ограждений «SchoolGuard» («Антипаника»), контролирующих вход и выход из учебного заведения, компьютер охранника, система видеонаблюдения.
- Модуль «Школьное питание» — электронное меню, система для безналичной оплаты в школьной столовой, автоматизированное рабочее место сотрудника столовой.
- Модуль «Электронный дневник» — планшетный компьютер, выдаваемый бесплатно всем учителям школы с программным обеспечением, позволяющим моментально выставлять оценки в журнал и дневники учащихся, а также вести всю необходимую работу.
- Система оповещения — моментальное информирование родителей учеников о времени входа-выхода из школы, выставляемых оценках, замечаниях, заданиях и пр. путём SMS рассылки, e-mail рассылки и формирования отчетов в Личном кабинете учащегося на сайте системы «Школьная карта»

## Состав информационной системы «Посещение и питание»
- Система оповещения — моментальное информирование родителей учеников о времени входа-выхода из школы путём push-уведомлений, e-mail-рассылки и формирования отчетов в Личном кабинете учащегося на Портале городских услуг города Москвы[10].
- Доступна функция выбора блюд. Родители также могут узнать меню учащегося, энергетическую ценность и питательность обеда, предназначенного для школьников.

## Миссия и философия проекта
- Охрана жизни и здоровья школьников.
- Безопасный интернет.
- Информатизация школьных библиотек.
- Работа по государственным образовательным стандартам.
- Реализация национальной образовательной инициативы «Наша новая школа».
- Участие в приоритетном национальном проекте «Образование».
- Предоставление электронных услуг в сфере образования всем участникам образовательного процесса.
- Повышение компьютерной грамотности.
- Развитие у детей культуры пользования пластиковыми картами
- Финансовая безопасность школьников
- Доступное дистанционное образование.
- Оказание государственных и муниципальных услуг в электронном виде.
- Повышение качества образования;
- Улучшение связи школа-семья-школа.

Школьная карта соответствует законам «О дистанционном образовании» 2002 года, «О защите детей от информации, причиняющей вред их здоровью и развитию», проекту «Концепция развития библиотек общеобразовательных учреждений Российской Федерации до 2015 года» и «Об утверждении сводного перечня первоочередных государственных и муниципальных услуг, предоставляемых в электронном виде», а также федеральным государственным образовательным стандартам, инициативе «Наша новая школа» и целям проекта «Образование».

## Электронная карта в рамках информационной системы «Посещение и питание»
«Посещение и питание» — это комплексный проект, созданный для увеличения безопасности пребывания детей в образовательных организациях, а также исключения из оборота школьника на территории школы наличных денежных средств.
Проект «Посещение и питание» реализуется с 2012 года Департаментом информационных технологий города Москвы совместно с Департаментом образования города Москвы в рамках федеральной программы по переводу государственных услуг в электронный вид. В 2015 году в столице более тысячи школ были оснащены такими системами.
Используют электронную карту для посещения школы и получения школьного питания около 800 000 учащихся.

## Типы электронных карт
Для получения услуг и сервисов в школе используется несколько видов Электронных карт:
- Социальная карта москвича для учащихся. В каждой школе располагаются пункты приема заявлений и выдачи карт.
- Сервисная карта. Выдаётся всем учащимся при подключении школы к информационной системе «Посещение и питание».

В случае, когда ребёнок теряет или забывает Электронную карту дома, ему выдается временная карта со сроком действия 24 часа.

## Виды информирования о действиях по электронной карте
В настоящее время получать информацию о действиях ребёнка в школе можно с помощью:
- Личного кабинета на Портале городских услуг города Москвы (МПГУ)
- Push-уведомлений и E-mail-сообщений;
- Команды с мобильного телефона *377*888#;
- Мобильного приложения «Госуслуги Москвы» — «Мой ребёнок в школе».

## Пополнение лицевого счета Электронной карты
Пополнение лицевого счета карты может осуществляться следующими способами:

### Пополнение лицевого счета ЭК онлайн
- Портал городских услуг города Москвы (МПГУ);
- Сбербанк ОнЛ@йн;
- Онлайн QIWI.

### Пополнение лицевого счета ЭК через устройства самообслуживания/платежные терминалы
- Устройства самообслуживания ОАО «Сбербанк России»;
- Устройства самообслуживания ОАО «Банк Москвы»;
- Платежные терминалы МКБ;
- Платежные терминалы QIWI.

### Пополнение лицевого счета ЭК через мобильные приложения
- Мобильное приложение БМmobile;
- Мобильное приложение Visa QIWI Wallet.